# Arbeidskwaliteit
Arbeidskwaliteit, ook wel kwaliteit van de arbeid of kwaliteit van werk, betreft de eigenschappen van de arbeid zelf - de intrinsieke kwaliteit - en de gevolgen daarvan voor de werknemer. Het laatste wordt bepaald door de mate waarin het werk aan de behoeften van de werknemer kan voldoen, de afstemming of fit. De intrinsieke kwaliteit kan door de werkgever beïnvloed worden. Dit kan onder meer door aanpassingen in de arbeidsinhoud, de arbeidsomstandigheden, arbeidsvoorwaarden, arbeidsverhoudingen en arbeidstijden. Naast deze objectieve zaken (werkgebonden) speelt echter ook de subjectieve beleving van de werknemer een rol (fitgebonden).
De OESO onderscheidt bij de kwaliteit van werk (‘job quality’) drie dimensies:
- de inkomenspositie (‘earnings quality’);
- de werkzekerheid (‘labour market security’);
- de kwaliteit van de werkzaamheden (‘quality of the working environment’)[1].

Bij de inkomenspositie wordt gekeken naar het gemiddelde inkomen en inkomensongelijkheid. Werkzekerheid richt zich op de mate van economische onzekerheid (werk- en inkomensonzekerheid). Onder kwaliteit van de werkzaamheden vallen onder meer mentale en fysieke belasting van het werk, maar ook aspecten zoals autonomie, variatie in het werk en ontwikkelingsmogelijkheden. TNO monitort de kwaliteit van werk in Nederland, richt zich met name op de kwaliteit van de werkzaamheden, en vergelijkt daarbij ook verschillende groepen werkenden, zoals zzp'ers en werknemers.